# 名古屋未来工科専門学校
名古屋未来工科専門学校（なごやみらいこうかせんもんがっこう）は、愛知県名古屋市中村区椿町にある愛知県認可の私立専修学校。

## 概要
1991年（平成3年）に名古屋工業専門学校として開校。機械・自動車・建築・インテリア・バイオ・IT分野に関する専門知識・技術を習得することができる。
略称はNFTC（Nagoya Future Technical College）。

## 建学の精神
人間はその人でなくてはならない何か優れた特性を持っている。それを第一義的な特性と呼び、その特性を伸ばし育てて、社会が要求する人材として育成する。
- 実社会に適応し得る技術を修得すること。
- 組織人として必要な企業活動への積極的な姿勢を修得すること。
- 国際的感覚を持った社会人になること。

## 沿革
- 1991年（平成3年）4月 - 学校法人俊英学園により名古屋工業専門学校として開校（機械・自動車工学科、情報処理SE科、建築・製図学科、生命工学技術科）。
- 1992年（平成4年）4月 - 設置者を学校法人俊英学園から学校法人都築関東学園へ変更。
- 1996年（平成8年）4月 - 情報処理SE科をマルチメディア学科に学科名称変更。
- 1999年（平成11年）4月 - 生命工学技術科をバイオ工学科に学科名称変更。
- 2005年（平成17年）4月 - マルチメディア学科をCG・ゲーム学科に学科名称変更。
- 2009年（平成21年）4月 - 設置者を学校法人都築関東学園から学校法人都築俊英学園へ変更。名古屋デジタル工科専門学校に改称。
- 2010年（平成22年）4月 - 建築・製図学科を建築デザイン学科に学科名称変更。
- 2011年（平成23年）12月 - 創立20周年記念行事。
- 2017年（平成29年）4月 - 設置者を学校法人都築俊英学園から学校法人都築学園へ変更。
- 2020年（令和2年）4月 - 名古屋未来工科専門学校に改称。IT学科を設置。

## 設置学科
機械・自動車工学科（昼間2年）
- 機械工学分野
- 機械設計分野
- 自動車整備分野
- メカトロニクス分野

建築デザイン学科（昼間2年）
- 建築士学科分野
- 建築設計製図分野
- 建築CAD分野
- 建築施工管理分野
- インテリアデザイン分野

バイオ工学科（昼間2年）
- 遺伝子工学分野
- 薬品分析分野
- 環境公害分野

IT学科（昼間2年）
- システム開発分野
- Webデザイナー分野
- AI開発分野
- アプリ開発分野
- 情報セキュリティ分野

※ 各学科とも2年間で全分野を学習する。

## 資格取得
機械・自動車工学科
- 機械設計技術者試験
- 2次元CAD利用技術者試験
- 3次元CAD利用技術者試験
- CATIA認定技術者試験
- トレース技能検定
- ガス溶接技能講習
- アーク溶接技能講習
- 電気自動車等の整備業務に係る特別教育
- 危険物取扱者試験
- フォークリフト運転者
- 3級自動車整備士試験

建築デザイン学科
- 一級建築士（卒後時に受験資格取得）
- 二級建築士（卒業時に受験資格取得）
- 木造建築士（卒後時に受験資格取得）
- 建築CAD検定試験
- インテリアコーディネーター検定試験
- キッチンスペシャリスト資格試験
- カラーコーディネーター検定試験
- 福祉住環境コーディネーター検定試験
- 1級・2級建築施工管理技士
- 測量士（補）
- 色彩検定

バイオ工学科
- バイオ技術者認定試験
- 毒物劇物取扱者試験
- 公害防止管理者試験（水質）
- 環境社会検定（eco検定）試験
- 危険物取扱者試験（甲種、乙種）
- 登録販売者試験
- 有機溶剤作業主任者技能講習

IT学科
- 基本情報技術者試験
- ITパスポート試験
- Javaプログラミング能力認定試験
- ジェネラリスト検定試験
- Androidアプリケーション技術者認定試験
- 情報セキュリティマネジメント試験
- Linux技術者認定試験
- Webクリエイター能力認定試験
- C言語プログラミング能力認定試験
- Mos検定
- ビジネス能力検定
- 情報処理技能検定試験（表計算）
- 日本語ワープロ検定

## 施設
地上9階地下1階
- 図書室（9F）
- 製図実習室（8F）
- パソコン（IT）実習室（7F）
- パソコン（CAD）実習室（6F）
- キャリアサポート室（6F）
- パソコン（3次元設計CATIA）実習室（5F）
- 自動車実習室（4F）
- バイオ実験室（3F）
- インテリア実習室（2F）
- 自動車整備実習場（別棟）
- 建築・測量実習場（別棟）

## 主な系列校
| - 第一薬科大学 - 日本薬科大学 - 横浜薬科大学 - 日本経済大学 - 第一工科大学 - 神戸医療未来大学 - 福岡こども短期大学 | - 第一幼児教育短期大学 - 第一薬科大学付属高等学校 - 福岡第一高等学校 - 鹿児島第一高等学校 - 鹿児島第一中学校 - リンデンホール小学校 - リンデンホールスクール中高学部 |

## 交通アクセス
- JR名古屋駅（太閤通口※新幹線口）から徒歩約2分。
- 名古屋市営地下鉄桜通線 名古屋駅、名古屋臨海高速鉄道あおなみ線 名古屋駅（太閤通口※新幹線口）から徒歩約2分。
- 名鉄名古屋本線 名鉄名古屋駅、近鉄名古屋線 近鉄名古屋駅から徒歩約5分。
- 名古屋市営地下鉄東山線 名古屋駅から徒歩7分